# Jack Straw

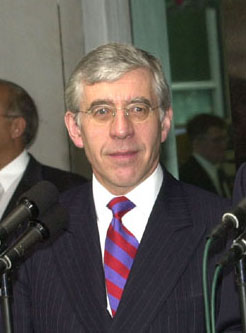
Jack Straw

John Whitaker Straw (n. 3 august 1946, Buckhurst Hill⁠(d), Anglia, Regatul Unit) este un politician britanic, membru al Partidului Laburist. Din 2007 este ministru al justiției în cabinetul condus de Gordon Brown. Între 2001-2006 a fost ministru de externe al Marii Britanii.